# The Symbol Remains
The Symbol Remains è il quattordicesimo album in studio del gruppo musicale hard rock Blue Öyster Cult, pubblicato il 9 ottobre 2020 dalla Frontiers Records.
Il titolo proviene dal testo di un brano della band, "Shadow Of California", inclusa nell'LP del 1983, The Revölution by Night. Essendo questa la prima uscita in studio del gruppo da Curse of the Hidden Mirror del 2001, si attesta il divario temporale più lungo tra gli album in studio della band. Il disco segna anche il debutto discografico dei membri di lunga data Jules Radino e Richie Castellano, ed è il primo album in studio da Club Ninja, del 1985, a non includere Allen Lanier, morto nel 2013.

## Tracce
1. That was me – 3:49
2. Box in my head – 3:45
3. Tainted blood – 4:18
4. Nightmare epiphany – 5:31
5. Edge of the world – 4:52
6. The machine – 4:15
7. Train true – 3:57
8. The return of St. Cecilia – 4:13
9. Stand and fight – 4:49
10. Florida man – 4:09
11. The alchemist – 6:00
12. Secret road – 5:24
13. There's a crime – 3:37
14. Fight – 3:12

## Formazione

### Membri ufficiali
- Eric Bloom − voce, chitarra, tastiera
- Buck Dharma − chitarra, voce, tastiera
- Richie Castellano − chitarra, voce, tastiera
- Danny Miranda − basso, cori
- Jules Radino − batteria

### Ospiti
- Kasim Sulton - chitarra, cori